# Дувакин, Сергей Тимофеевич
Серге́й Тимофе́евич Дув́акин (род. 25 сентября 1928, д. Жуки, Сочневская волость, Слободской уезд, Вятская губерния, РСФСР, СССР) — советский хозяйственный и государственный деятель, председатель исполкома Еврейской автономной области (1971—1985).

## Биография
Родился 25 сентября 1928 года в деревне Жуки.
С 1951 года, окончив Кировский сельскохозяйственный институт, работал старшим ветеринарным врачом в совхозе «Муравейник» (Агаповский район Челябинской области). В 1953—1954 годы — директор совхоза «Северный» (ОРС ММК, в 1954—1957 — секретарь райкома КПСС по зоне Остроленской МТС (Нагайбакский район Челябинской области), в 1957—1961 — директор Астафьевского совхоза (Нагайбакский район), затем — главный ветеринарный врач Магнитогорского треста совхозов, заместитель начальника Карталинского территориального производственного совхозно-колхозного управления.
С 1962 года — начальник Кунашакского производственного совхозного управления, Кунашакского межрайонного производственного управления сельского хозяйства. С декабря 1966 года — заведующий сельскохозяйственным отделом Челябинского обкома КПСС.
С 1971 года — в распоряжении Хабаровского крайкома партии. С ноября 1971 года — председатель облисполкома Еврейской автономной области, с 1985 — 1-й заместитель председателя Хабаровского крайисполкома.
Избирался делегатом XXIII—XXVII съездов КПСС, членом Челябинского обкома, обкома ЕАО и Хабаровского крайкома КПСС; депутат (от Хабаровского края) Верховного Совета РСФСР 9-го созыва (1975—1980).
С 1989 года проживает в Челябинске.

## Награды
- орден Ленина (1966),
- 3 ордена Трудового Красного Знамени (1957, 1971, 1978),
- 9 медалей СССР,
- 3 золотые и 3 серебряные медали ВДНХ[1].

## Комментарии
1. ↑  Деревня Жуки, относившаяся к Сочневской волости Слободского уезда, в последующем входила в состав Маракулинского, в 1970-е годы — Мулинского сельсовета Нагорского района Кировской области; не сохранилась[2].